# 磁芯記憶體

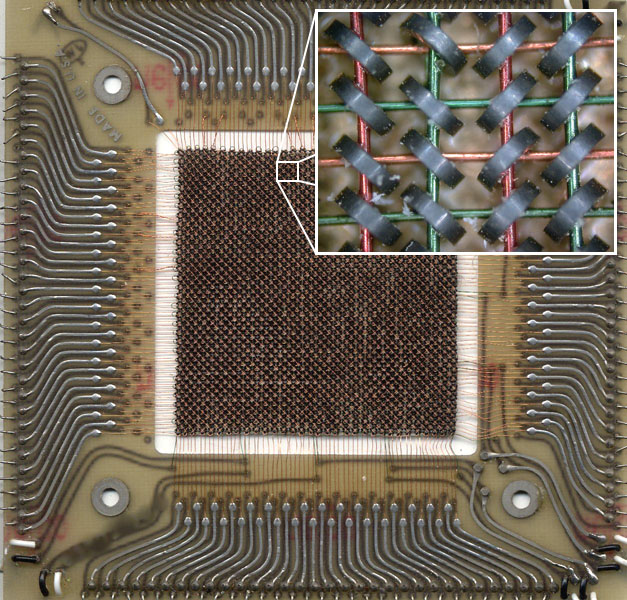
大型主機電腦CDC 6600中使用的64x64 bits磁芯記憶卡電路板，實際尺寸為10.8×10.8公分

磁芯記憶體（英語：Magnetic Core Memory）是一種在1940年代問世的電腦記憶體。磁芯記憶體是利用磁性材料製成之記憶體，其原理為：將磁環（磁芯）帶磁性或不帶磁性之狀態，用以代表1或0之位元，一長串1或0之組合就代表要儲存之資訊。
磁芯記憶體是一種隨機存取記憶體（Random Access Memory），在電腦中可擔任主記憶體的角色。比起真空管而言，磁芯記憶體省電、也沒有真空管的壽命問題。當電腦進入半導體時代後，仍然有一段相當長的時間以磁芯記憶體持續擔任主記憶體的角色，直到1970年代中期為止。又由於磁芯記憶體是非揮發性記憶體（Non-volatile Memory），它的一個特色是：即使當機或電源中斷，只要沒有發生錯誤的寫入訊號，則仍然可保有其內容。這在早期太空探索時代時代表現了非常可靠的特性。
對磁芯記憶體有重要貢獻的一位是王安博士，他發明了讀後即寫（write-after-read cycle），解決了磁芯體應用上的一大重要問題，即讀取同時就會擦除記憶而無法保有資料的難題，後來並取得了相關的專利。
雖然現今使用半導體記憶體已經很久，但有時仍然沿用傳統的名稱，或把記憶體稱為Core，其中一個明顯的例子就是Core Dump（在程式崩溃而異常中斷時，將主記憶體內容保存起來，以作偵錯之用）。

## 工作方式

### 寫入
每一個作為儲存單元的環都有兩條導線通過，當需要寫入資料到單元中時，橫豎的導線各通以介於0.5倍～1倍磁化閾值的電流，對於目標單元來說，通過的電流總和會到達磁化的闕值，而對於掛在這兩條線的其他單元來說，通過的電流將低於改變狀態所需電流，並不會造成內容的變動。

### 讀取
若要讀取一個特定的儲存單元，則給對應的導線通以電流嘗試將該單元的位元設為 0 ，若是該單元原本儲存的資料是 0 則不會發生任何改變；若為 1 則該單元會被寫入 0 並在磁極改變時發出一個電流脈衝，即可以得知該單元原本所保存的資料是 0 或是 1，從讀取開始到脈衝發生的時間為記憶體的讀取時間，但同時該單元將會無條件的變成 0。
因為讀取操作屬於破壞性讀取，所以有必要將原始資料寫回該儲存單元，這一個讀取與寫入耗時總和為記憶體週期。